# Guarani (Minas Gerais)
Pour les articles homonymes, voir Guarani.
Guarani est une municipalité brésilienne de l'État du Minas Gerais et la microrégion d'Ubá.